# 奥山大史
奥山 大史（おくやま ひろし、1996年2月27日 - ）は、日本の映画監督である。東京都出身。青山学院大学総合文化政策学部、映画美学校卒業。

## 来歴
青山学院大学在学中、NHKで放送された『岩井俊二のMOVIEラボ』で聴講生として出演し、番組内で制作した短編作品が岩井俊二、堤幸彦、是枝裕和から高評価を受けたのをきっかけに映画美学校に通い、本格的に映画制作を学ぶようになる。
2019年、大学の卒業制作として初めて手掛けた長編映画『僕はイエス様が嫌い』がスペインのサンセバスチャン国際映画祭に出品され、史上最年少で最優秀新人監督賞を受賞した。国際映画祭への出品は字幕を付けるのに100万円、最終的に制作費は500万ほどかかり、自身が働いて貯めた資金では足りず借金をして調達をしたが、賞を受賞して賞金が出たため借金は完済する事が出来た。「映画を作れる会社」を視野に入れながら就職活動をした結果「映画制作会社」とはっきり謳っている会社が当初想像していたより少なかったため、映像制作のできるテレビの制作会社と広告の制作会社の就職試験を受け、内定をもらった広告会社に就職する。「モノを作る」という共通点以外、広告作りと映画作りは何から何まで全然違ったと話している。
2024年、『ぼくのお日さま』で商業映画デビューを果たす。

## 人物
映画監督の橋口亮輔を尊敬している。学生時代に橋口の映画や橋口の好きな映画をたくさん視聴した経験が自身の作風に繋がっていると公言しており、2024年の対談時に橋口から言われた「痛みが描かれた映画を追体験することで救われる人がいる」という言葉を大切にしている。

## 監督作品

### 映画
- 僕はイエス様が嫌い（2018年） - 監督・撮影・脚本・編集
- ぼくのお日さま（2024年） - 監督・撮影・脚本・編集

### 広告
- 資生堂「touching」（2021年） - 監督
- HERMÈS「HUMAN ODYSSEY」（2021年） - 総監督・監督・撮影・企画

### ドラマ
- 舞妓さんちのまかないさん 第5話・第6話・第7話（2023年/第5話のみ是枝裕和との共同監督回、Netflix） - 監督・脚本・編集[8]
- ユーミンストーリーズ「春よ、来い」（2024年、NHK/主演：宮﨑あおい） - 監督[9]

### ミュージックビデオ
- AI美空ひばり「あれから」（2019年） - 監督・撮影・編集
- 森七菜「スマイル」（2020年） - 監督・撮影・編集
- 乃木坂46「僕は僕を好きになる」（2021年） - 監督
- Foorin「パプリカ-あしたにたねをまこう！バージョン」（2021年） - 監督
- 米津玄師「地球儀」（2023年） - 監督・撮影・編集
- ハンバート ハンバート「In The Dark」（2025年） - 監督・撮影・編集

### ショートムービー
- Tokyo 2001/10/21 22:32〜22:41（2018年） - 監督・撮影・脚本

## 撮影作品

### 広告
- GU「ROMANTIC TOUCH COLLECTION」（2017年）
- LOFT 「好き」（2017年）

### ミュージックビデオ
- 米津玄師「カナリヤ」（2020年）
- 星野源「創造」（2021年）
- 米津玄師「BOW AND ARROW」（2025年）

## 受賞歴
- 第66回サンセバスチャン国際映画祭最優秀新人監督賞[10]
- 第29回ストックホルム国際映画祭最優秀撮影賞[11]
- 第19回ダブリン国際映画祭最優秀撮影賞[12]
- 第11回TAMA映画賞最優秀新進監督賞[13]
- 第3回マカオ国際映画祭スペシャル・メンション[14]

## 出演

### TV
- 「news zero」（日本テレビ、2018年10月8日）※「zero カルチャー」にて特集
- 「奥山大史の映画の作り方 〜短編出演：大竹しのぶ 特別対談：玉城ティナ〜」（TOKYO MX、2019年9月27日）

### 新聞
- 「産経新聞」（2018年11月9日）インタビュー掲載

### ラジオ
- 「TAKUMIZM」（bayfm、2018年11月）出演　※斎藤工と対談
- Tokyo Speakeasy（FM東京、2021年2月）出演　※山下美月、久保史緒里（いずれも乃木坂46）と対談